# 아모스 콜렉

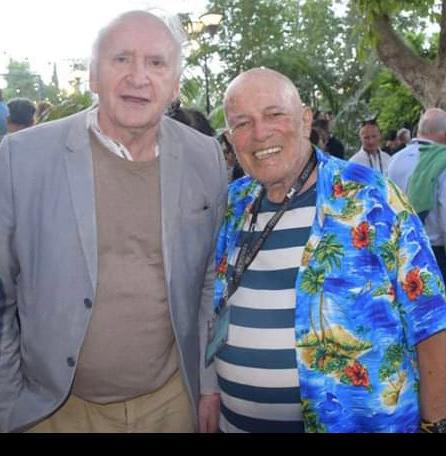

아모스 콜렉(Amos Kollek, 1947년 9월 15일~)은 이스라엘의 영화 감독, 작가, 각본가, 영화배우, 무대 연출가이다.
예루살렘에서 태어났다.

## 영화
- 레스트리스(2008년)
- 샤이닝 스타(2003년)
- 브리짓(2002년)
- 퀴니 인 러브(2001년)
- 패스트 푸드 패스트 우먼(2000년)
- 피오나(1998년)
- 수우(1997년)
- 여자의 눈물 2(1994년)
- 핫 스트리퍼(1989년)
- 위험한 게임(1987년)